# セシル・ドゥ・フランス
セシル・ドゥ・フランス（Cécile De France、1975年7月17日 - ）は、ベルギー出身の女優。主にフランスの舞台や映画、テレビで活躍。

## 来歴
ナミュールで生まれ、17歳でパリに移り、演劇を学ぶ。2002年公開の『スパニッシュ・アパートメント』でセザール賞有望若手女優賞を、2005年公開の『ロシアン・ドールズ』で助演女優賞を受賞。
2004年公開の『80デイズ』でハリウッドに進出。2007年には恋人との間に娘が生まれた。

## 主な出演作品
- フリア Furia (1999)
- スパニッシュ・アパートメント L'Auberge espagnole (2002)
- ぼくセザール 10歳半 1m39cm Moi César, 10 ans ½, 1m39 (2003)
- ハイテンション Haute Tension (2003)
- 80デイズ Around the World in 80 Days (2004)
- ロシアン・ドールズ Les Poupées russes, (2005)
- モンテーニュ通りのカフェ Fauteuils d'orchestre (2006)
- ある秘密 Un secret (2007)
- ジャック・メスリーヌ フランスで社会の敵No.1と呼ばれた男 Part1 ノワール編 L'Instinct de mort (2008)
- シスタースマイル ドミニクの歌 Soeur Sourire (2009)
- ヒア アフター Hereafter (2010)
- 少年と自転車 LE GAMIN AU VÉLO (2011)
- ある朝突然、スーパースター Superstar (2012)
- メビウス Möbius (2013)
- ニューヨークの巴里夫（パリジャン）Casse-tete chinois (2013)
- 少女ファニーと運命の旅 Le Voyage de Fanny (2016)
- ピウス13世 美しき異端児 The Young Pope (2016- ) テレビシリーズ
- 永遠のジャンゴ Django (2017)
- フレンチ・ディスパッチ ザ・リバティ、カンザス・イヴニング・サン別冊 The French Dispatch (2021)